# Ercsey Mária
Ercsey Mária, született Szabó Mária (Marosvásárhely, 1938. március 7. – Marosvásárhely, 2020. november 19.), magyartanár, író.

## Élete
Apja Szabó Lajos, édesanyja Bodó Karolina. Négygyermekes család legkisebb gyermekeként nőtt fel, három nővére mellett. Elemi osztályba az ákosfalvi iskolába járt, majd tanítói oklevelet Szászrégenben szerzett. Igen fiatalon, 17 éves korában már a kolozsvári Bolyai egyetem filológia tanszékének magyar nyelv- és irodalom szakára került. Megannyi diáktársával együtt, itt élte át az 1956-os eseményeket, a Bolyai és a Babeș egyetemek egyesítését.
Magyartanári diplomája megszerzése után, fiatal végzősként, Parajdon (Hargita megye) kezdte magyartanári pályafutását 1960-ban, ahonnan a székelykáli iskolába, aztán a radnóti líceumba, majd ezt követően a gernyeszegi gimnáziumba került és oktatott magyar nyelv-és irodalmat. A gernyeszegi iskolából Marosszentgyörgyre kapott kihelyezést a helyi gimnáziumba, majd nyugdíjas évei alatt a vajdaszentiványi és nyárádtői gimnáziumokban is tanított Maros megyében. Munkáját, a magyar nyelv tanítását, hivatásnak érezte és élte meg, élete végéig hűségesen őrizte és hírdette az anyanyelv megtartásának fontosságát, a helyes beszédnek és írásnak, mint az anyanyelv megőrzésének útját. Műveiben jellemzően a magyar nyelv szépségét és gazdagságát emeli ki. Írói álnevét apai nagynénje neve után választotta, akinek személyiségével tudott a legjobban azonosulni családjából.

## Munkássága
Magyartanári pályafutása mellett élete vége fele több könyve is megjelent. Sajátos hangvételű írásaiban olyan eseményekkel foglalkozik, mint az 1956-os forradalom időszaka Kolozsváron és a két egyetem, a Babeș és a Bolyai egyesülésének folyamata, következménye a diákokra nézve, valamint részletes leírást ad a kommunizmus alatt élő tanárok, diákok, falun élő emberek napi gondjairól, életéről. Művei középpontjában az átlagember áll, akinek életén keresztül pontos korrajzot vetít az olvasó elé. Az egyéni sorsokon keresztül jól láttatja a közösség sorsát is azokból az évekből. Írásai át vannak itatva hazája, Erdély, a magyar nyelv és kultúra szépsége iránti mély alázattal és szeretettel. Témái és a korrajzai egyediek, mindeddig senki nem örökítette meg a magyar irodalomban azokat az eseményeket. Művei fontos láncszemei a II. világháború előtti irodalom és a 21.századi jelenkori irodalma között.
Gyerekeknek íródott könyve játékosan, tisztán és érthetően vezeti az olvasót a magyar nyelvtan csodálatos világába.

## Megjelent könyvei
- Ne hagyd magad, Mentor könyvkiadó 2010
- És mégis magyarul éltem, Mentor könyvkiadó 2010
- Szólít a kisharang, Mentor könyvkiadó 2011
- Találkozások a tegnappal, Mentor könyvkiadó 2012
- Kelepcében, Mentor könyvkiadó 2014
- Vándorúton, Mentor könyvkiadó 2018
- A csodák földjén, Garabontzia könyvkiadó 2019
- Messze az északi fény, postumus kiadás Garabontzia könyvkiadó 2021